# ダノンキングリー
ダノンキングリー（欧字名:Danon Kingly、2016年3月25日 - ） は、日本の競走馬。主な勝ち鞍は2021年の安田記念、2019年の毎日王冠、共同通信杯、2020年の中山記念。
馬名の意味は冠名＋王にふさわしい、王位に君臨することを願って。

## 戦績

### デビュー前
北海道浦河町の三嶋牧場で誕生。出生時からバランスの取れた好馬体で、怪我や病気とも無縁で性格も利口であった。三嶋牧場の中期育成部門を経て、ノーザンファーム空港牧場のB3厩舎で育成された。

### 2歳（2018年）
10月8日東京の新馬戦に2番人気で出走。道中3番手追走から直線で鋭く脚を伸ばして先頭に立つと最後はカレンブーケドールの追撃をアタマ差振り切ってデビュー戦を飾る。
2戦目は12月15日中山のひいらぎ賞。中団からレースを進め、直線で抜け出すとミトロジーに3馬身半差をつけ快勝、デビュー2連勝となる。
　

### 3歳（2019年）
3歳初戦となった2月10日の共同通信杯は道中好位グループで追走すると、最後の直線で逃げる1番人気の朝日杯フューチュリティステークス優勝馬アドマイヤマーズを内から交わして快勝、重賞初制覇を飾った。4月14日の皐月賞ではホープフルステークス優勝馬サートゥルナーリア、アドマイヤマーズに次ぐ3番人気に推された。レースでは好位に位置を取り、直線では内を突いて前を追い込んだが、サートゥルナーリア、ヴェロックスとの叩き合いに敗れ3着に惜敗した。
5月26日の東京優駿（日本ダービー）はサートゥルナーリア、ヴェロックスと共に抜けた上位人気に推され、4.7倍の3番人気での出走となった。先手を取ったリオンリオンが前半1000m57.8秒で飛ばす中で5番手から競馬を進めると、4コーナーで内から3番手に抜け出し、直線では先頭のロジャーバローズを外から猛追したが、僅かに及ばずクビ差の2着となった。鞍上の戸崎圭太は前年に騎乗したエポカドーロに続いてのダービー2着となり、「あそこまでいったので、悔しかったです」とコメントした。（詳細は第86回東京優駿を参照）
秋は毎日王冠から始動。2017年のNHKマイルカップ勝ち馬アエロリット、本年の安田記念で三冠牝馬アーモンドアイを破って優勝したインディチャンプをはじめとするGI馬5頭が集まった中でGI未勝利ながら1番人気に推される。レースではスタートで後手を踏み最後方追走を余儀なくされるも、直線に入ると外から豪快に突き抜け先頭でゴール。重賞2勝目を飾ると共に、天皇賞（秋）の優先出走権を獲得した。（詳細は第70回毎日王冠 (同年天皇賞秋記事中のサブ記事)を参照）
その後は天皇賞へは向かわず、マイルチャンピオンシップに出走することが発表され、迎えた同レースではデビューから手綱を取る戸崎騎手が落馬負傷したため横山典弘騎手への乗り替わりがあったものの、2番人気に推された。レースでは最内枠からスタートし中団を進み、直線も内から進出を試みたが上位勢に及ばず5着となった。

### 4歳（2020年）
古馬初戦は引き続き横山典弘鞍上で中山記念に出走。前年香港G1を2勝し、中山記念3連覇を狙うウインブライトをはじめとする並居るGI馬5頭を抑えて1番人気に推されると、レースでは前に逃げ馬を行かせる形で3番手に付け、直線に向いて先頭に立つとそのままゴールまで押し切り、2着ラッキーライラックに1.3/4馬身差つけて優勝。重賞3勝目を飾った。
初のGIタイトルを懸けて挑んだ大阪杯では2018年のグランプリホースブラストワンピースやラッキーライラックといったGI馬が集まったが、前走に続き1番人気の支持を受けた。しかし、レースでは予想外にハナを切る展開となり、スローペースで直線でも粘ったが最後は交わされ3着。GI初制覇とはならなかった。
前年の落馬負傷から復帰した戸崎圭太と4戦振りにコンビ復活となった安田記念では、アーモンドアイが断然の人気を集める中、5番人気で出走。しかし、レースでは伸びを欠きグランアレグリアの7着となり、デビュー以来初めて掲示板を外す結果となった。（詳細は第70回安田記念を参照）
半年ぶりの実戦となった天皇賞（秋）は単勝人気が全12頭の中で2強アーモンドアイ、クロノジェネシスに次ぐ3番人気(13.3倍)と、前走7着ながらもファンからの期待は揺るがなかった。しかしレースが始まると、中盤まではアーモンドアイを追走する形で好位に付けたものの、直線での追い出しに全く反応せずスルスルと後退、終わってみれば11着ブラストワンピースに7馬身差のしんがり負け。
鞍上の戸崎は「敗因はわからない」と語った。

### 5歳（2021年）
6月6日、前走の天皇賞（秋）からおよそ7か月ぶりとなる安田記念に出走。五分のスタートから道中は中団で脚をためると、直線で外に持ち出し一気にスパート。内からいったんは先頭に立ったグランアレグリアを頭差制してGI初勝利を飾った。なお、前走で最下位に敗れた馬が次走でGIを勝利したのは1984年のグレード制導入後初めてのことであった。また、単勝支持率1.67%での勝利は安田記念における過去最低記録、単勝4760円も過去最高払戻金額となった。5か月ぶりの実戦となった毎日王冠は後方2番手から3コーナー手前で中団まで位置を上げ、最後は抜け出したもののシュネルマイスターにアタマ差差し切られ2着に敗れた。
その後、香港へ遠征し12月12日の香港マイルに出走したがゴールデンシックスティの8着に敗れた。12月14日に香港から帰国。12月22日付で競走馬登録を抹消された。

## 競走成績
以下の内容はnetkeiba.comの情報および香港ジョッキークラブの情報に基づく。
| 競走日     | 競馬場 | 競走名       | 格      | 距離（馬場）  | 頭 数 | 枠 番 | 馬 番 | オッズ （人気） | 着順 | タイム （上がり3F） | 着差  | 騎手      | 斤量 [kg] | 1着馬（2着馬）         | 馬体重 [kg] |
| ---------- | ------ | ------------ | ------- | ------------- | ----- | ----- | ----- | --------------- | ---- | ------------------- | ----- | --------- | --------- | ---------------------- | ----------- |
| 2018.10.08 | 東京   | 2歳新馬      |         | 芝1600m（良） | 18    | 8     | 17    | 005.40（2人）   | 01着 | R1:37.5（33.4）     | -0.0  | 0戸崎圭太 | 55        | （カレンブーケドール） | 450         |
| 0000.12.15 | 中山   | ひいらぎ賞   | 500万下 | 芝1600m（良） | 15    | 8     | 15    | 004.60（2人）   | 01着 | R1:33.7（35.7）     | -0.6  | 0戸崎圭太 | 55        | （ミトロジー）         | 450         |
| 2019.02.10 | 東京   | 共同通信杯   | GIII    | 芝1800m（良） | 7     | 1     | 1     | 004.20（3人）   | 01着 | R1:46.8（32.9）     | -0.2  | 0戸崎圭太 | 56        | （アドマイヤマーズ）   | 454         |
| 0000.04.14 | 中山   | 皐月賞       | GI      | 芝2000m（良） | 18    | 2     | 4     | 005.80（3人）   | 03着 | R1:58.1（34.5）     | -0.0  | 0戸崎圭太 | 57        | サートゥルナーリア     | 450         |
| 0000.05.26 | 東京   | 東京優駿     | GI      | 芝2400m（良） | 18    | 4     | 7     | 004.70（3人）   | 02着 | R2:22.6（34.5）     | -0.0  | 0戸崎圭太 | 57        | ロジャーバローズ       | 454         |
| 0000.10.06 | 東京   | 毎日王冠     | GII     | 芝1800m（良） | 10    | 8     | 9     | 001.60（1人）   | 01着 | R1:44.4（33.4）     | -0.2  | 0戸崎圭太 | 54        | （アエロリット）       | 454         |
| 0000.11.17 | 京都   | マイルCS     | GI      | 芝1600m（良） | 17    | 1     | 1     | 003.90（2人）   | 05着 | R1:33.4（34.1）     | -0.4  | 0横山典弘 | 56        | インディチャンプ       | 452         |
| 2020.03.01 | 中山   | 中山記念     | GII     | 芝1800m（良） | 9     | 3     | 3     | 002.50（1人）   | 01着 | R1:46.3（34.2）     | -0.3  | 0横山典弘 | 56        | （ラッキーライラック） | 458         |
| 0000.04.05 | 阪神   | 大阪杯       | GI      | 芝2000m（良） | 12    | 6     | 8     | 003.80（1人）   | 03着 | R1:58.5（34.3）     | -0.1  | 0横山典弘 | 57        | ラッキーライラック     | 456         |
| 0000.06.07 | 東京   | 安田記念     | GI      | 芝1600m（稍） | 14    | 2     | 2     | 012.90（5人）   | 07着 | R1:32.4（34.6）     | -0.8  | 0戸崎圭太 | 58        | グランアレグリア       | 456         |
| 0000.11.01 | 東京   | 天皇賞（秋） | GI      | 芝2000m（良） | 12    | 4     | 4     | 013.30（3人）   | 12着 | R2:00.7（35.8）     | -2.9  | 0戸崎圭太 | 58        | アーモンドアイ         | 450         |
| 2021.06.06 | 東京   | 安田記念     | GI      | 芝1600m（良） | 14    | 7     | 11    | 047.60（8人）   | 01着 | R1:31.7（33.1）     | -0.0  | 0川田将雅 | 58        | （グランアレグリア）   | 456         |
| 0000.10.10 | 東京   | 毎日王冠     | GII     | 芝1800m（良） | 13    | 5     | 7     | 002.70（2人）   | 02着 | R1:44.8（33.7）     | -0.0  | 0川田将雅 | 58        | シュネルマイスター     | 458         |
| 0000.12.12 | 沙田   | 香港マイル   | G1      | 芝1600m（良） | 11    | 9     | 2     | 008.60（2人）   | 08着 | R1:34.37            | -0.51 | 0川田将雅 | 57        | Golden Sixty           | 450         |

- 香港のオッズ・人気は香港ジョッキークラブのもの。

## 種牡馬成績
2022年より北海道安平町の社台スタリオンステーションで種牡馬として繋養される。

## 血統表
| ダノンキングリーの血統          | ダノンキングリーの血統                                 | ダノンキングリーの血統 | （血統表の出典）     | （血統表の出典） |
| 父系                            | サンデーサイレンス系                                   | サンデーサイレンス系   | サンデーサイレンス系 | [ § 2 ]          |
| 父 ディープインパクト 2002 鹿毛 | 父の父*サンデーサイレンス Sunday Silence 1986 青鹿毛   | Halo                   | Hail to Reason       | Hail to Reason   |
| 父 ディープインパクト 2002 鹿毛 | 父の父*サンデーサイレンス Sunday Silence 1986 青鹿毛   | Halo                   | Cosmah               |                  |
| 父 ディープインパクト 2002 鹿毛 | 父の父*サンデーサイレンス Sunday Silence 1986 青鹿毛   | Wishing Well           | Understanding        | Understanding    |
| 父 ディープインパクト 2002 鹿毛 | 父の父*サンデーサイレンス Sunday Silence 1986 青鹿毛   | Wishing Well           | Mountain Flower      |                  |
| 父 ディープインパクト 2002 鹿毛 | 父の母*ウインドインハーヘア Wind in Her Hair 1991 鹿毛 | Alzao                  | Lyphard              | Lyphard          |
| 父 ディープインパクト 2002 鹿毛 | 父の母*ウインドインハーヘア Wind in Her Hair 1991 鹿毛 | Alzao                  | Lady Rebecca         |                  |
| 父 ディープインパクト 2002 鹿毛 | 父の母*ウインドインハーヘア Wind in Her Hair 1991 鹿毛 | Burghclere             | Busted               | Busted           |
| 父 ディープインパクト 2002 鹿毛 | 父の母*ウインドインハーヘア Wind in Her Hair 1991 鹿毛 | Burghclere             | Highclere            |                  |
| 母 *マイグッドネス 2005 黒鹿毛  | 母の父Storm Cat 1983                                   | Storm Bird             | Northern Dancer      | Northern Dancer  |
| 母 *マイグッドネス 2005 黒鹿毛  | 母の父Storm Cat 1983                                   | Storm Bird             | South Ocean          |                  |
| 母 *マイグッドネス 2005 黒鹿毛  | 母の父Storm Cat 1983                                   | Terlingua              | Secretariat          | Secretariat      |
| 母 *マイグッドネス 2005 黒鹿毛  | 母の父Storm Cat 1983                                   | Terlingua              | Crimson Saint        |                  |
| 母 *マイグッドネス 2005 黒鹿毛  | 母の母Caressing 1998                                   | Honour and Glory       | Relaunch             | Relaunch         |
| 母 *マイグッドネス 2005 黒鹿毛  | 母の母Caressing 1998                                   | Honour and Glory       | Fair to All          |                  |
| 母 *マイグッドネス 2005 黒鹿毛  | 母の母Caressing 1998                                   | Lovin Touch            | Majestic Prince      | Majestic Prince  |
| 母 *マイグッドネス 2005 黒鹿毛  | 母の母Caressing 1998                                   | Lovin Touch            | Forest Princess      |                  |
| 母系(F-No.)                     | (FN:9-f)                                               | (FN:9-f)               | (FN:9-f)             | [ § 3 ]          |
| 5代内の近親交配                 | Northern Dancer 5×4                                    | Northern Dancer 5×4    | Northern Dancer 5×4  | [ § 4 ]          |
| 出典                            | 1. 2. 3. 4.                                            | 1. 2. 3. 4.            | 1. 2. 3. 4.          | 1. 2. 3. 4.      |

- 祖母キャレッシング (Caressing) は2000年のブリーダーズカップ・ジュヴェナイルフィリーズ勝ち馬で、同年のエクリプス賞最優秀2歳牝馬。
- 半兄に2016年のJBCスプリント勝ち馬ダノンレジェンド（父マッチョウノ (Macho Uno)）と、中央で6勝、地方競馬の重賞を9勝し種牡馬となったダノングッド（父Elusive Quality）[30]、近親に2017年のエクリプス賞最優秀3歳牡馬ウエストコースト (West Coast) がいる。